# Lalonde Gordon
Lalonde Gordon (Lowlands, 25 de novembro de 1988) é um velocista trinitino, campeão mundial e medalhista olímpico dos 400 m rasos. Conquistou a medalha de ouro no revezamento 4x400 m no Mundial de Londres 2017. Tem duas medalhas de bronze conquistadas nos  Jogos Olímpicos de Londres 2012.